# Poursuite (film, 2011)
Pour les articles homonymes, voir Poursuite.
Pour plus de détails, voir Fiche technique et Distribution.
Poursuite est un film français, réalisé en 2009 par Marina Déak et sorti en 2011.

## Synopsis
Audrey, une femme d'une trentaine d'années vient de quitter Éric, avec qui elle a eu un fils, Mathieu, 7 ans. Bien qu'elle chérisse son garçon, Audrey exprime la volonté de mener une vie de femme pleinement libre. « On pourrait définir le sujet du film autrement : de la complication, pour une jeune femme, de circuler entre enfant, désirs, travail. » (Jean-Luc Douin, Le Monde, 9 mars 2011)

## Fiche technique
- Titre : Poursuite
- Réalisation et scénario : Marina Déak
- Photographie : Alexis Kavyrchine, couleurs
- Musique : Michèle Cammelli
- Son : Laure Allary
- Montage : Pauline Rebière et Mathias Bouffier
- Production : 30 juin Films (Agnès Vallée, Emmanuel Barraux)
- Durée : 92 minutes
- Pays d'origine :  France
- Année de réalisation : 2009
- Date de sortie : France - 9 mars 2011

## Distribution
- Marina Déak : Audrey
- Yann Guillemot : Éric
- Renaud Dehesdin : Stéphane
- Paul Cahen : Matthieu, le petit garçon
- Agnès Château : Annie
- Aurélien Recoing : Patrick
- Delphine Chuillot : Katia
- Agathe Dronne : Julie
- Astrid Adverbe : la comédienne

## Sélection
- Festival international du film de La Roche-sur-Yon 2010[1]

## Commentaire
- Le premier long métrage de fiction réalisé par Marina Déak mêle, avec souplesse, dimension documentaire et narration d'un itinéraire psychologique particulier. « Marina Déak part d'un réel qu'elle connaît bien, mais elle en joue pour tisser une histoire. Elle imagine pour son héroïne des situations de fantasmes, mais elle l'interprète elle-même. Elle casse brutalement son récit au bout de vingt minutes pour faire surgir des interviews de femmes confrontées à la même situation : dans un couple qui explose, qui s'occupe de l'enfant ? » (J.-L. Douin, Le Monde, 9 mars 2011)
- Jean-Luc Douin salue, pour sa part, ce film prometteur qui, « avec un acharnement (assez ludique) "donne des coups de pied à la fiction" pour approcher au plus près d'une expression de la vérité, se conjuguant avec une belle capacité à capter le naturel. »[2] Poursuite n'est pas, selon lui, le portrait spécifique d'une femme, mais plutôt « un film sur la séparation, la liberté de vivre, de respirer, de s'offrir ses bouffées d'air, qu'on soit homme ou femme, père ou mère », estime-t-il. Il en conclut qu'il s'agit-là de « la vision d'une féministe bien tempérée ».